# ロング・ロング・アゴー (イギリス民謡)
「ロング・ロング・アゴー」(Long, Long Ago) は、ノスタルジアを歌う内容で、イングランドの作曲家トマス・ヘインズ・ベイリーが1833年に書いた曲。当初は、「ザ・ロング・アゴー」(The Long Ago) という曲名であったが、ベイリーの死後、彼が遺した詩や歌がフィラデルフィアで発行されていた雑誌に掲載された際に、編集者のルーファス・ウィルモット・グリスウォルドが、曲名に手を加えたと考えられている。この曲は好評を得、1844年当時のアメリカ合衆国において、最も人気の高い曲のひとつとなった。
日本語では、「久しき昔」、「思い出」など、日本語の歌詞による題名でも呼ばれるほか、「久しい昔」として言及されることがある。

## おもな録音
この曲の録音として最初に広く知られたのは、1913年にジェラルディン・ファーラーがビクタートーキングマシンのために吹き込んだものであった。
ロイ・アルフレッドとマーヴィン・フィッシャー (Marvin Fisher) は、曲名はそのままでまったく新しい歌詞を書き、1954年にディーン・マーティンとナット・キング・コールによって吹き込まれ、シングル「Open Up The Doghouse (Two Cats Are Comin' In)」のB面曲とされた。

### その他のおもな録音
- ルイ・アームストロング - 1941年3月10日録音、デッカ・レコード (catalog No. 3700A)[5]
- パティ・ペイジ - 1950年のヒット曲「テネシーワルツ」のシングルB面にカバーを収録[6]
- ジョー・スタッフォードとゴードン・マクレー（英語版） - 1950年のアルバム『Songs for Sunday Evening』に収録
- ミルス・ブラザーズ（英語版） - 1949年のアルバム『Famous Barber Shop Ballads Volume Two』に収録[7]
- ビング・クロスビー - 1959年のアルバム『Join Bing and Sing Along』のメドレーの一部に収録
- サム・クック - 1961年のアルバム『Swing Low』に収録
- マーティー・ロビンス（英語版） - 1984年のコンピレーション・アルバム『Long Long Ago』に収録[8]
- ハンガリー語の訳詞による歌唱は、多くの児童合唱団によって歌われている[9]

この曲はサンプリングに使用されることもあり、ゴリラズの『G Sides』や『Gorillaz』のデラックス・エディションに収録された「レフト・ハンド・スズキ・メソッド」はその例である。

## 「二人の木陰」
1939年、作曲家サム・H・セテップトは、「ロング・ロング・アゴー」を基に、「Anywhere the Bluebird Goes」という歌詞に合わせた曲を書いたが、これに作詞家のチャールズ・トビアスとルー・ブラウンが新たな別の歌詞を付けたものが「二人の木陰 (Don't Sit Under the Apple Tree (with Anyone Else but Me))」として知られる曲である。同年のブロードウェイ・ミュージカル『Yokel Boy』で取り上げられたこの曲は、1941年12月にアメリカ合衆国が第二次世界大戦に参戦すると、出征する兵士と、その妻や恋人とに相応しい曲として広くとりあげられるようになり、1942年にはアンドリューズ・シスターズの歌や、グレン・ミラーの楽団の演奏によってヒットとなった。
一　むかしのむかし　いにしむかし　　おもかげうかぶ　よよのゆめ

　　　きよみが関に　あま津しま　　きよみが関に　あま津しま

　　　　遊びしむかし　ゆめにみゆ

二　過（すぎ）にしむかし　いにしむかし　　おもかげうかぶ　むねのうち

　　　をばすての月　みかのはら　　をばすての月　みかのはら

　　　　ねざめのとこに　うかぶかな
一　落葉をさそふ森のしぐれ　　なみだと散りて顔をうつ。

　　　ふるさと遠き旅のそら。　　ゆきがた知らぬ野辺の路。

　　　　一夜をたれにやどからん。

二　すすきにむせぶ谷のあらし　　夕ぐれさむく身にぞしむ。

　　　木（こ）の間をもるる日の光。　山辺にひびく鐘のこゑ。

　　　　うれしやあれにやどからん。

三　夢にも見ゆるこひしわがや。　そなたの空は霧こめて

　　　月影ほそくけむるなり。　　　なきゆく雁もあときえぬ。

　　　　あけなばいそぎ文（ふみ）やらん。
一　語れめでし真心　久しき昔の　歌えゆかし調べを　過ぎし昔の

　　　なれ帰りぬ　ああ嬉し　　永き別れ　ああ夢か

　　　　めずる思い変わらず　久しき今も

二　逢いし小道忘れじ　久しき昔の　げにもかたき誓いよ　過ぎし昔の

　　　ながえまい　人にほめ　　なが語る　愛に酔う

　　　　やさし言葉のこれり　久しき今も

三　いよよ燃ゆる情（こころ）や　久しき昔の　語る面はゆかしや　すぎし昔の

　　　ながく汝（なれ）と　別れて　　いよよ知りぬ　真心

　　　　ともにあらば楽しや　久しき今も

## 日本語による歌唱
この曲が日本に最初に紹介されたのは、1887年に出版された真鍋定造（1856年-1891年）編修撰譜『幼稚唱歌集 全』であり、日本語の歌詞は「むかしの昔」（「むかし乃昔」とも）と題されていた。しかし、この歌集の影響力はごく限られたものであったと考えられている。
次いで、1888年に出版された『明治唱歌 第一集』に大和田建樹（1857年-1910年）による「旅の暮」として掲載された。
1913年には近藤朔風（1880年-1915年）による「久しき昔」が発表され、広く知られるようになった。津川主一（1896年-1971年）は、近藤朔風の「久しき昔」に手を加え、2番の歌詞を大きく書き換え、3番にも少々の変更を加えた。
第二次世界大戦後の1947年、それまで広く歌われていた古風な歌詞に代え、改めて分かりやすい歌詞として小学校の教科書『六年生の音楽』に掲載されたのが、古関吉雄による「思い出」であった。この歌詞は、以降よく知られ、この曲の代表的な歌詞となっているが、歌い始めの「かき（垣）に赤い花咲く」は、しばしば「柿に...」と誤解される。
さらに、伊藤武雄の作詞による「思い出」も知られている。